# 곤노스노
곤노스노(Gonnosnò)는 이탈리아 사르데냐 주 오리스타노도에 있는 코무네이다. 칼리아리에서 북서쪽으로 약 60 킬로미터 (37 mi), 오리스타노에서 남동쪽으로 약 30 킬로미터 (19 mi) 떨어져 있다.
곤노스노는 다음 코무네와 접해 있다: 알바자라, 알레스, 바라딜리, 바레사, 쿠르쿠리스, 제노니, 시말라, 시니, 우셀루스.